# Friedrich von Eichel-Streiber

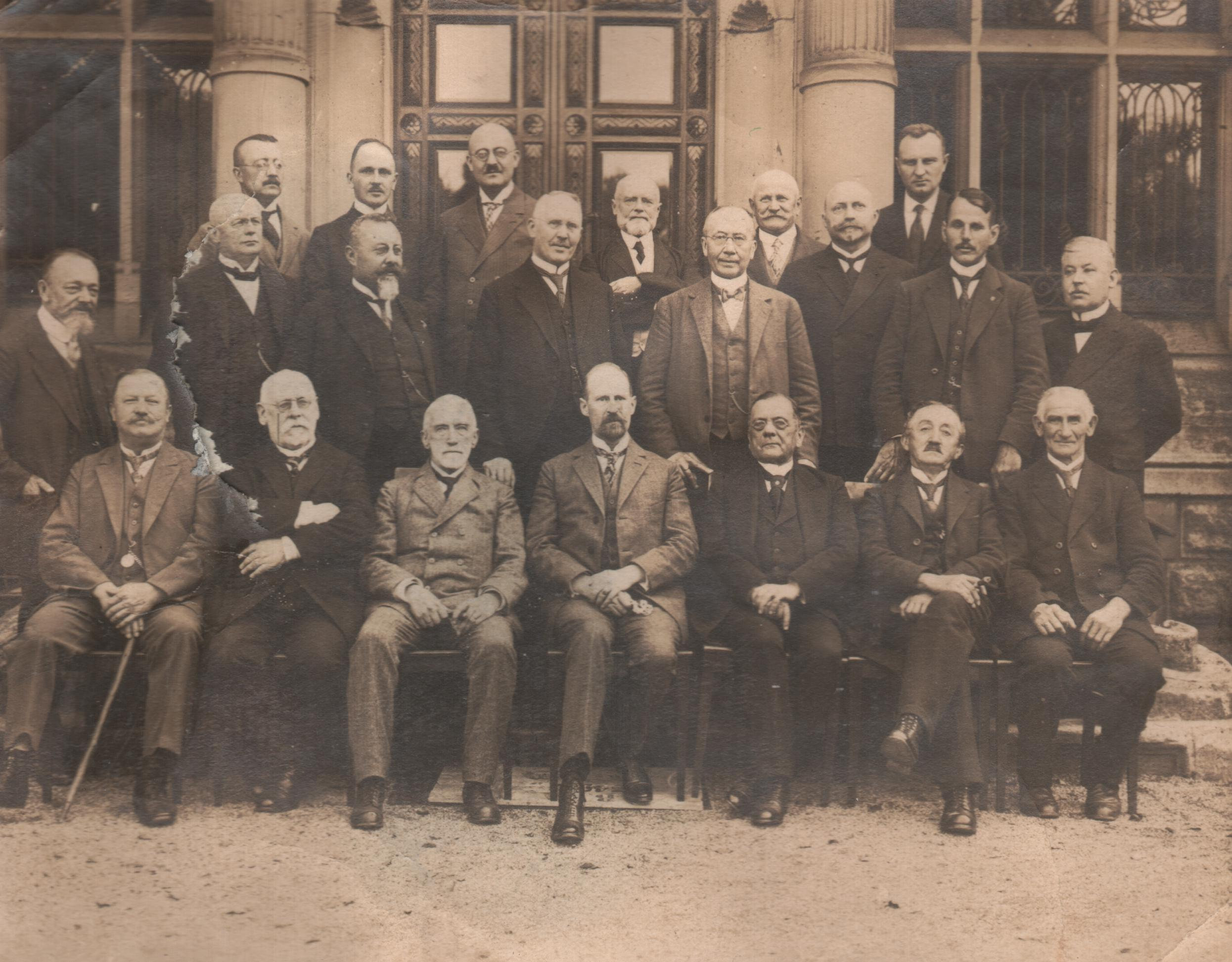
Friedrich von Eichel-Streiber als Vorsitzender des II. Landeskirchentags; sitzend in der Bildmitte. Juni 1928

Friedrich von Eichel-Streiber (* 31. Dezember 1876 in Eisenach; † 20. April 1943 ebenda) war ein deutscher Politiker der Deutschnationalen Volkspartei (DNVP) und evangelischer Kirchenfunktionär. Er war 1920–1927 und 1932–1933 Mitglied des Landtages von Thüringen und von 1925 bis 1933 Präsident des Landeskirchentages der Evangelisch-Lutherischen Kirche in Thüringen.

## Leben
Von Eichel-Streiber, aus einer frommen und konservativen Rittergutsbesitzer-Familie stammend, studierte an der Georg-August-Universität Göttingen Rechtswissenschaften. 1896 wurde er Mitglied des Corps Saxonia Göttingen. Er wurde zum Dr. jur. promoviert. Im Jahre 1919 wurde er Mitglied der Deutschnationalen Volkspartei. 1919 bis 1920 war er Landtagsabgeordneter im Freistaat Sachsen-Weimar-Eisenach. Als Mitglied des Thüringer Landtags wurde er Fraktionsvorsitzender seiner Partei. Er betätigte sich aktiv in der neu gegründeten Thüringer Evangelischen Kirche, wobei er der Fraktion des „Christlichen Volksbundes“ angehörte. Er wurde Mitglied des 1. bis 4. Landeskirchentags und war ab dem 2. Landeskirchentag von 1925 bis 1933 dessen Präsident. Seit 1928 gehörte er dem Sozialen Ausschuss des Kirchenparlaments an.
1933 übernahm er den Vorsitz des Christlichen Volksbundes. Zusammen mit dem Landesbischof Wilhelm Reichardt unterzeichnete er alle Gesetze und Verordnungen, die der Gleichschaltung seiner Kirche mit dem NS-Staat dienten. Dazu gehörten u. a. im Mai 1933 das „kirchliche Ermächtigungsgesetz“, wodurch dem Kirchenparlament Befugnisse entzogen wurden, ein „Gesetz gegen den Marxismus“, und eine neue Kirchenordnung, wonach eine Trauung „bei Verschiedenheit der Rasse“ versagt werden konnte, und vier Monate später das „Gesetz vom 12. September 1933 über die Stellung der kirchlichen Amtsträger zur Nation“, wonach ein „nichtarischer“ oder ein mit einer „nichtarischen Frau“ verheirateter Theologe nicht mehr zum Pfarrer berufen werde konnte.
Seit 1934 war er Mitglied in der Lutherischen Bekenntnisgemeinschaft, einem Teil der Bekennenden Kirche Thüringens. Auf der 2. Tagung des Thüringer Landeskirchentags am 9. Januar 1934 warf ihm in seinem Konflikt mit der in Thüringen dominierenden Richtung der Deutschen Christen der stellvertretende NSDAP-Gauleiter Fritz Wächtler vor: „Unser Volk steht im schwersten Ringen nach außen, und Sie haben vorhin gesagt – es muß sich ja durch das Stenogramm feststellen lassen, der Sinn war so, wie es von den Emigranten im Ausland behauptet wird – daß in Deutschland die Knechtschaft herrsche. Hier geht es nicht um diese kleine Frage, sondern um das Lebensrecht des deutschen Volkes. Sie fallen dem Führer und der Bewegung in den Rücken mit Ihren Auseinandersetzungen hier.“

## Leistungen
Die Angehörigen seiner Familie betätigten sich als Mäzene des Eisenacher Schulwesens, der Kultur und Krankenpflege und errichteten mehrere Stiftungen auf diesen Gebieten. Im Jahre 1920 stellte Eichel-Streiber das Schloss der Familie auf dem Pflugensberg der neu gegründeten Thüringer Kirche als Dienstsitz zur Verfügung.